# École belge d'Athènes
L’École belge d'Athènes (néerlandais : Belgische School te Athene ; grec moderne : Βελγική Σχολή Αθηνών) est un institut de recherche archéologique belge établi en Grèce à Athènes depuis 1985.

## Histoire et organisation
Depuis le XIXe siècle, de nombreux archéologues belges ont été accueillis comme membres étrangers à l'École française d'Athènes.
Des initiatives privées d'archéologues belges œuvrant en Grèce ont préparé, à partir des années 1960, la naissance de l'École belge sous diverses formes associatives, souvent soutenues par des subventions publiques. L'École belge a été officiellement reconnue par le gouvernement grec en 1985. En 2003, elle prend son statut juridique actuel sous la forme d'une organisation à but non lucratif de droit grec.
Elle a son siège à Athènes, au 11 rue Makrí, non loin du musée de l'Acropole.
L'École a été dirigée de 2003 à 2007 par Christiane Tytgat, puis de 2007 à 2012 par Steven Soetens. Depuis 2012, le directeur est Jan Driessen, professeur à l'université catholique de Louvain, spécialiste d'archéologie minoenne.

## Les fouilles de l'École belge
L'École mène des fouilles régulières à Thorikos, au sud de l'Attique près de Lávrio, et sur deux sites à l'est de la Crète, dans le district régional de Lassithi, à Sissi (dème d'Ágios Nikólaos) et à Itanos (dème de Sitía).